# 山西省立高级助产职业学校
山西省立高级助产职业学校是一所民国时期位于山西省的职业院校。

## 历史沿革
1943年8月，山西省立高级助产职业学校在山西省吉县克难坡成立。首任校长杨永超（一说为阎慧卿）。学制3年。
1944年，更名为“民族革命同志会女子医学校”，学制改为4年。
1945年日本投降后，迁往太原。校长为刘福献。
1949年，与山西大学医学院合并。截止到合并时共毕业4期4个班，计84人。